# Новичок А-232
Новичок А-232 — это химическое боевое вещество, относящееся к семейству нервно-паралитических агентов, известных под общим названием «Новичок». Данное соединение было разработано в СССР в рамках секретной программы по созданию новых видов химического оружия. А-232 является одним из наиболее токсичных представителей этого семейства, превосходя по своим характеристикам многие известные боевые отравляющие вещества, такие как зарин, зоман и VX.

## История
Разработка боевых веществ семейства «Новичок» началась в 1970-х годах в Советском Союзе в рамках проекта «Фолиант». Программа курировалась научно-исследовательскими институтами, связанными с Министерством обороны СССР. Основной 
целью проекта было создание новых химических агентов, которые могли бы превзойти по эффективности зарубежные аналоги и оставаться незамеченными при международном контроле за химическим оружием.
А-232 был синтезирован в начале 1980-х годов под руководством химика Петра Кирпичёва. Вещество получило кодовое обозначение «А-232» и было засекречено. Его производство и хранение осуществлялись на ограниченном количестве объектов, что делало его крайне труднодоступным для широкого круга лиц.

## Химические и физические свойства
Новичок А-232 представляет собой бесцветную жидкость с низкой летучестью. Он обладает высокой устойчивостью к гидролизу, что позволяет ему сохранять свои токсические свойства в течение длительного времени даже в неблагоприятных условиях. Вещество может быть доставлено в виде аэрозоля, жидкости или в составе других химических смесей.
Химическая формула А-232 до сих пор остается засекреченной, однако известно, что оно относится к классу фосфорорганических соединений. Его механизм действия основан на ингибировании фермента ацетилхолинэстеразы, что приводит к нарушению передачи нервных импульсов и последующему параличу мышц.

## Токсикология
А-232 является чрезвычайно токсичным веществом. Его летальная доза для человека оценивается в несколько миллиграммов при попадании на кожу или при вдыхании. Симптомы отравления включают:
- Сужение зрачков (миоз)
- Затруднение дыхания
- Мышечные судороги
- Потерю сознания
- Остановку сердца

Эффективность антидотов, таких как атропин и пралидоксим, зависит от своевременности их введения. Однако даже при своевременном лечении последствия отравления могут быть необратимыми.

## Применение
Несмотря на то, что А-232 разрабатывался как боевое вещество, его применение в военных конфликтах официально не подтверждено. Однако есть подозрения, что соединения семейства «Новичок» могли использоваться в ряде инцидентов, включая отравление бывшего российского разведчика Сергея Скрипаля и его дочери Юлии в Солсбери (Великобритания) в 2018 году.

## Международный контроль
После распада СССР информация о программе «Новичок» стала достоянием общественности. В 1990-х годах Россия присоединилась к Конвенции о запрещении химического оружия (КЗХО), что предполагало уничтожение всех запасов химического оружия, включая вещества семейства «Новичок». Однако достоверность выполнения этих обязательств остается предметом споров.

## Культурное влияние
Тема «Новичка» и, в частности, А-232, неоднократно поднималась в СМИ, литературе и кинематографе. Вещество стало символом скрытой угрозы и использования химического оружия в современных условиях.

## Синтез

### 1. Химическая основа синтеза
А-232 (молекулярная формула C₄H₁₁FN₂O₂P, молекулярная масса ~182 г/моль) — это фосфорамидофторидат, содержащий фосфорильную группу (P=O), связанную с фтором (P−F), этокси-группой (P−O−Et) и диметиламидной группой (P−NMe₂).
Синтез А-232 по одному из возможных маршрутов может включать следующие основные этапы:
- Получение этил N,N-диметилфосфорамидохлорида: Реакция этилфосфородихлорида с диметиламином.
- Фторирование: Замещение атома хлора на атом фтора в полученном хлориде.

#### 1.1. Реакции
1. Амидирование:  EtO-P(O)Cl₂ + 2HNMe₂ → EtO-P(O)(NMe₂)Cl + [HNMe₂·HCl]  (Этилфосфородихлорид + Диметиламин → Этил N,N-диметилфосфорамидохлорид + Гидрохлорид диметиламина)
2. Фторирование:  EtO-P(O)(NMe₂)Cl + KF → EtO-P(O)(NMe₂)F + KCl  (Этил N,N-диметилфосфорамидохлорид + Фторид калия → А-232 + Хлорид калия)

#### 1.2. Ключевые характеристики реагентов
- Этилфосфородихлорид (EtO-P(O)Cl₂): Бесцветная жидкость, плотность ~1.38 г/мл, точка кипения ~60–62°C при 10 мм рт. ст. или ~155°C при атмосферном давлении. Очень токсичен, гидролизуется на воздухе с выделением HCl.
- Диметиламин (HNMe₂): Бесцветный газ при комнатной температуре (т. кип. ~7°C), обычно используется в виде водного или органического раствора. Имеет характерный запах. Легковоспламеняем, коррозионен, токсичен.
- Фторид калия (KF): Белый кристаллический порошок, растворимость в воде 92 г/100 мл при 25°C, низкая растворимость в органических растворителях.
- Растворители:
  - Тетрагидрофуран (THF): Плотность 0.889 г/мл, точка кипения 66°C. (Может использоваться для реакции с диметиламином).
  - Диметилформамид (DMF): Плотность 0.944 г/мл, точка кипения 153°C. (Используется для фторирования).

#### 1.3. Механизм реакций
- Амидирование: Это реакция нуклеофильного замещения (Sₙ). Атом азота диметиламина (HNMe₂) как нуклеофил атакует электрофильный атом фосфора в EtO-P(O)Cl₂, вытесняя атом хлора в виде хлорида. Выделяющийся хлороводород (HCl) нейтрализуется избытком диметиламина с образованием его гидрохлорида (HNMe₂·HCl), который выпадает в осадок.
- Фторирование: Нуклеофильное замещение (Sₙ). Фторид-ион (F⁻) из KF атакует атом фосфора в EtO-P(O)(NMe₂)Cl, вытесняя атом хлора. DMF используется как полярный апротонный растворитель, способствующий растворению KF и активации фторид-иона.

### 2. Экспериментальная процедура
Синтез проводится в специализированной лаборатории с герметичным вытяжным шкафом, защитным оборудованием и системами нейтрализации отходов. Процедуры оптимизированы для стандартного масштаба (выход А-232 ~1−2 г).

#### 2.1. Подготовка оборудования
- Реактор: Стеклянный круглодонный флакон (50 мл) с тремя горлами (для капельной воронки, подачи газа и отвода газов), оснащенный магнитной мешалкой (Teflon, 20 мм).
- Система охлаждения: Ледяная баня (лед/NaCl, -10°C) и нагревательный колпак (до 80°C, точность ±0.5°C).
- Газовая система:
  - Баллон с аргоном (чистота 99.999%, давление 200 бар).
  - Регулятор давления (0–10 бар).
  - Шланг из PTFE (диаметр 6 мм) с клапаном.
  - Поглотитель газов: Стеклянная колонка с 15% раствором NaOH (500 мл), соединенная через PTFE-трубку.
- Вакуумная система: Ротационный насос (предельное давление 0.05 мм рт. ст.), холодная ловушка (-78°C, сухой лед/ацетон).
- Аналитическое оборудование:
  - ГХ-МС (Thermo Scientific ISQ 7000) для контроля чистоты.
  - ЯМР-спектрометр (Bruker 500 МГц) для ³¹P- и ¹⁹F-анализа.
  - ИК-спектрометр (Shimadzu IRTracer-100) для подтверждения структуры.
- Деконтаминационное оборудование:
  - Резервуары с 15% NaOH (10 л) и этанолом (5 л).
  - Пульверизаторы для обработки поверхностей.
- Мониторинг:
  - Детектор паров фосфорорганики (ChemPro 100i, чувствительность 0.001 м.д.).
  - Термометр (-20°C до 150°C ±0.2°C).
  - Манометр (0–10 бар, ±0.02 бар).

#### 2.2. Создание аргоновой атмосферы
1. Флакон подсоединяют к вакуумной линии через переходник с краном.
2. Откачивают воздух до 0.05 мм рт. ст. (10 минут), контролируя манометром.
3. Закрывают вакуумный кран, открывают клапан подачи аргона (давление 0.7 бар).
4. Заполняют флакон аргоном до атмосферного давления (2–3 минуты).
5. Повторяют цикл вакуум/аргон 3 раза для удаления кислорода и влаги.
6. Поддерживают поток аргона (0.2 л/мин), направляя избыточный газ в поглотитель NaOH.
7. Проверяют герметичность, закрыв краны и наблюдая за давлением (10 минут).

#### 2.3. Синтез этилN,N-диметилфосфорамидохлорида (EtO-P(O)(NMe₂)Cl)
Реагенты:
- Этилфосфородихлорид (EtO-P(O)Cl₂): 10 ммоль (~1.55 г, чистота >95%).
- Диметиламин (HNMe₂, 33% раствор в THF): 22 ммоль (содержит 0.99 г HNMe₂, ~3.3 мл раствора).
- THF: 20 мл (сухой, хранится над молекулярными ситами 4Å).

Процедура:
1. В флакон под аргоном вносят 10 ммоль EtO-P(O)Cl₂.
2. Добавляют 10 мл сухого THF через герметичную капельную воронку (промытую аргоном), перемешивают (400 об/мин).
3. Охлаждают флакон до 0–5°C в ледяной бане.
4. В отдельном сосуде под аргоном готовят раствор 22 ммоль HNMe₂ в 12 мл THF.
5. Через капельную воронку медленно (15–20 минут) добавляют раствор диметиламина к раствору EtO-P(O)Cl₂, поддерживая температуру 0–10°C. Реакция экзотермична, выделяется HCl, который связывается избытком амина.
6. После добавления перемешивают еще 1 час при 10°C.
7. Постепенно повышают температуру до 25°C и перемешивают еще 1 час.
8. Полученную суспензию гидрохлорида диметиламина фильтруют под аргоном через стеклянный фильтр (пористость 60 мкм). Осадок промывают 5 мл THF. Фильтраты объединяют.
9. Удаляют THF под вакуумом (0.05 мм рт. ст., 30°C, 45 минут).
10. Получают EtO-P(O)(NMe₂)Cl как бесцветную или бледно-желтую жидкость (ожидаемый выход ~90%, ~1.5 г).

Характеризация (ожидаемые данные для EtO-P(O)(NMe₂)Cl):
- ³¹P-ЯМР (CDCl₃): Синглет при ~10–20 м.д.
- ГХ-МС: m/z ~170–180 (M⁺), фрагменты m/z ~135–145 (M-Cl), ~100–110 (M-NMe₂), ~99 (EtO-P=O).
- ИК-спектроскопия: Полосы при ~1260 см⁻¹ (P=O), ~1000–1050 см⁻¹ (P−O−C), ~900–950 см⁻¹ (P−N), ~550 см⁻¹ (P−Cl).

#### 2.4. Фторирование: получение А-232 (EtO-P(O)(NMe₂)F)
Реагенты:
- Этил N,N-диметилфосфорамидохлорид (EtO-P(O)(NMe₂)Cl): 8 ммоль (~1.35 г).
- Фторид калия (KF): 10 ммоль (0.58 г, чистота >99%, высушен при 200°C, 0.1 мм рт. ст., 5 часов).
- DMF: 40 мл (сухой, хранится над молекулярными ситами 4Å).

Процедура:
1. В флакон под аргоном вносят KF, добавляют 20 мл сухого DMF через герметичную капельную воронку.
2. Перемешивают суспензию (400 об/мин) при 25°C 15 минут для равномерного распределения.
3. Растворяют EtO-P(O)(NMe₂)Cl в 20 мл DMF в отдельном сосуде (под аргоном).
4. Через капельную воронку добавляют раствор хлорида к суспензии KF по каплям (15 минут), поддерживая температуру 25–30°C.
5. Перемешивают при 30°C до завершения реакции (контроль по ГХ-МС: исчезновение пика EtO-P(O)(NMe₂)Cl при m/z ~170–180 и появление пика продукта при m/z ~182). Это может занять от 2 до 6 часов в зависимости от эффективности KF.
6. Фильтруют образовавшийся осадок KCl через стеклянный фильтр (пористость 60 мкм) под аргоном.
7. Промывают осадок 5 мл DMF, объединяют фильтраты.
8. Удаляют DMF под вакуумом (0.05 мм рт. ст., 40–50°C, 1.5–2 часа), получая сырой А-232 как вязкую жидкость (ожидаемый выход ~80–85%, ~1.2–1.3 г).

Очистка:
1. Перегоняют продукт под глубоким вакуумом (рекомендуемые условия: ~0.01 мм рт. ст., температура кипения А-232 составляет около 70–75°C при этом давлении) в дистилляционной установке с коротким паровым путем.
2. Собирают фракцию, кипящую при указанной температуре и давлении, получая А-232 с чистотой >95% (по ГХ-МС).

Характеризация (ожидаемые данные для А-232, EtO-P(O)(NMe₂)F):
- ³¹P-ЯМР (CDCl₃): Дублет при ~5–15 м.д. (Jₚ₋F ~900–1000 Гц).
- ¹⁹F-ЯМР (CDCl₃): Дублет при ~−70–−80 м.д. (J_F₋P ~900–1000 Гц).
- ГХ-МС: m/z ~182 (M⁺), фрагменты m/z ~163 (M-F), ~100–110 (M-NMe₂), ~99 (EtO-P=O), ~72 (P−NMe₂).
- ИК-спектроскопия: Полосы при ~1270–1290 см⁻¹ (P=O), ~1020–1050 см⁻¹ (P−O−C), ~900–950 см⁻¹ (P−N), ~820–860 см⁻¹ (P−F).

### 3. Меры безопасности
Лабораторные условия:
- Синтез проводится в герметичном вытяжном шкафу (скорость потока 0.7 м/с, фильтры НЕРА и угольные).
- Температура 20–22°C, влажность <25%.

Защитное оборудование:
- Противогаз с фильтром А2B2E2K2P3.
- Химзащитный костюм (DuPont Tychem 6000).
- Нитриловые перчатки (0.5 мм, двойной слой).

Мониторинг:
- Детектор паров фосфорорганики (ChemPro 100i, порог 0.001 м.д.) работает непрерывно.
- Анализ воздуха каждые 20 минут (ГХ-МС, пробоотборник).

Аварийные меры:
- Душ для деконтаминации (15% NaOH, затем вода).
- Аптечка с атропином (2 мг/мл, 15 ампул) и дипироксимом (300 мг/мл, 10 ампул).

### 4. Утилизация отходов
- Реакционные смеси: Нейтрализуют 15% NaOH (2 л на 1 г продукта) в герметичном контейнере, выдерживают 72 часа (гидролиз до нетоксичных фосфонатов).
- Оборудование: Промывают этанолом (1 л), затем 15% NaOH (1 л), затем водой (2 л).
- Твердые отходы (KCl, фильтры): Замачивают в 15% NaOH (48 часов), утилизируют как химотходы.
- Газовые выбросы: Поглощаются 15% NaOH в колонке, раствор нейтрализуют перед сливом.